# Old Town, Edinburgh

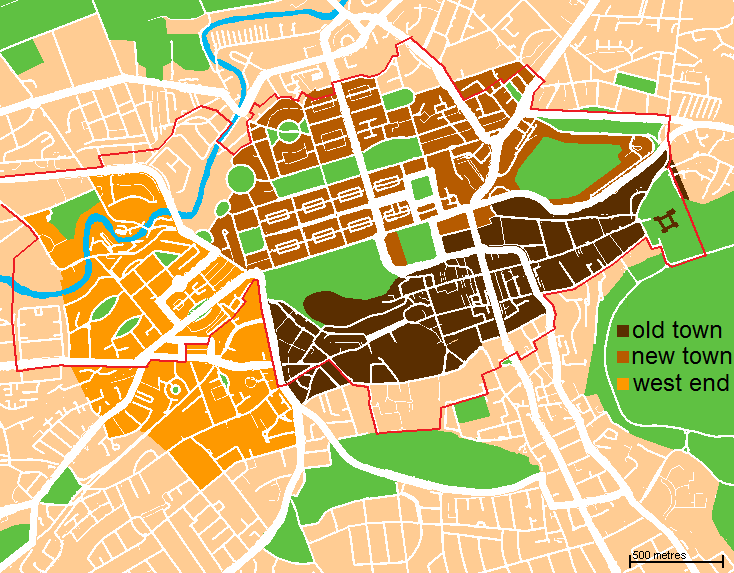
Bản đồ trung tâm thành phố, hiển thị Old Town (màu nâu sẫm), New Town (màu nâu), và West End (màu cam), với khu vực di sản thế giới được giới hạn bởi vạch đỏ.

Old Town (tiếng Scots: Auld Toun) là cái tên phổ biến cho khu vực lâu đời nhất ở thủ phủ Edinburgh của Scotland. Nơi đây còn bảo tồn những con phố được quy hoạch thời Trung Cổ và nhiều tòa nhà thời kỳ Cải cách Scotland. Cùng với khu vực New Town mang kiến trúc Georgian tân cổ điển thế kỷ 18, cả hai trở thành một Di sản thế giới của UNESCO vào năm 1995.

## Royal Mile
"Royal Mile" là cái tên được đặt vào những năm đầu thế kỷ 20 cho các mạch phố cổ chính từ Lâu đài Edinburgh tới cung điện và tu viện Holyrood (tu viện ngày nay chỉ còn là phế tích). Đây là những con hẻm không quá rộng (chỉ vài feet) dẫn xuống dốc ở cả phía bắc và nam của "xương sống" giao thông chạy từ tây sang đông.
Các tòa nhà đáng chú ý nhất ở Old Town có: Nhà thờ Thánh Giles, Hội trường Đại hội đồng của Giáo hội Scotland, Bảo tàng Quốc gia Scotland, Old College của trường Đại học Edinburgh và Tòa nhà Quốc hội Scotland (một công trình mang Kiến trúc Hậu Hiện đại). Onld Town cũng có một số lượng các di tích hầm ngầm và đường dẫn trong quá trình xây dựng các tòa nhà.
Tuy mạch phố cổ được gọi chung là Royal Mile, nhưng lại không có một tuyến phố nào có tên như vậy ở Edinburgh. Các con đường chạy từ tây sang đông tạo thành Royal Mile có tên lần lượt là Castlehill, Lawnmarket, High Street, Canongate và Abbey Strand.

## Bố trí đường
Cách bố trí các con phố ở Old Town của Edinburgh là đặc trưng của phố cổ của nhiều thành phố ở Bắc Âu khiến ở Edinburgh có cảnh đẹp như tranh vẽ, với một lâu đài trên đỉnh vách núi đá, tàn tích của một ngọn núi lửa đã tắt. Các con phố chính chạy xuống từ một sườn núi của nó. Địa hình của nó được hình thành từ Thời kỳ băng hà cuối cùng khi các sông băng rút đi đẩy phần đất yếu sang một bên nhưng lại bị chia cắt bởi vách đá núi lửa cheo leo. Vách đá trên đỉnh đồi là nền móng phát triển của thành phố, trở thành một thành lũy kiên cố chính là lâu đầi Edinburgh ngày nay. Phần còn lại phát triển xuống phần đuôi của ngọn đồi từ Castle Rock. Phía nam của nó là một hồ nhân tạo và một đầm lầy, trong khi phía bắc là Nor Loch (một hồ nước trước đây). Các con đường bị lấn chiếm để xây dựng nhà ở nên bị thu hẹp, cùng với đó là một số phần của Tường thành Edinburgh cũng bị hủy hoại để đi lại.

## Nhà ở

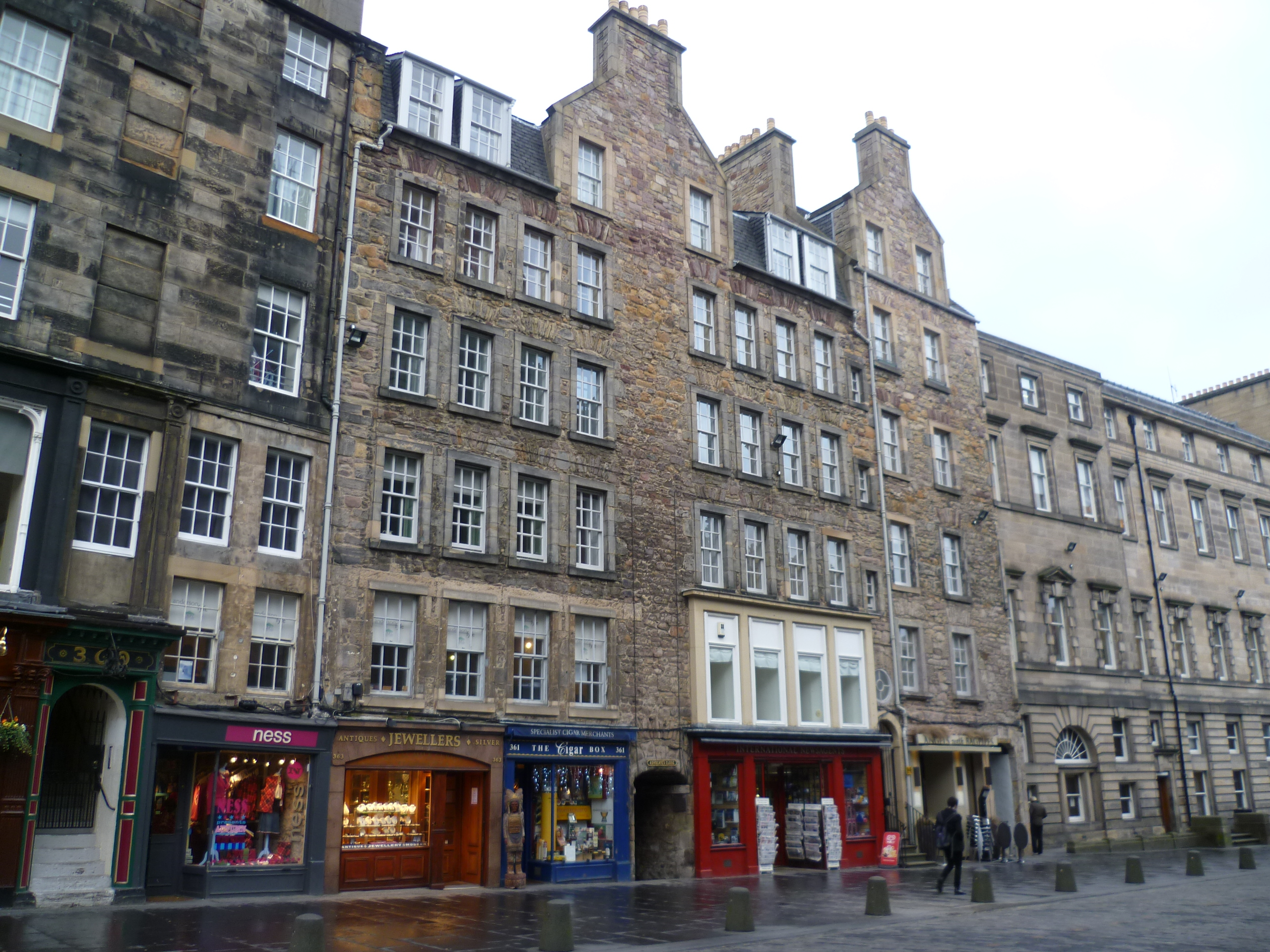
Các tòa nhà tại High Street

Do khu vực đất đai nhỏ hẹp và sự an toàn khi sinh sống sau những bức tường phòng thủ kiên cố, Old Town đã xuất hiện những tòa nhà dân cư cao tầng sớm nhất thế giới. Từ thế kỷ 16, xây dựng các tòa nhà cao tầng trở thành chuẩn mực ở đây. Tuy nhiên, nhiều tòa nhà đã bị phá hủy trong trận Đại hỏa hoạn Edinburgh năm 1824, việc xây dựng lại các tòa nhà trên cơ sở ban đầu khiến độ cao mặt đất thay đổi tạo thành nhiều đoạn hành lang và đường hầm dưới Old Town. Việc xây dựng các đường phố mới bao gồm North Bridge và South Bridge trong thế kỷ 18 cũng tạo ra những không gian ngầm, chẳng hạn như Kho bạc Edinburgh.
Theo truyền thống, các tòa nhà có mật độ thưa hơn ở phía đông, khu vực Canongate. Khu vực đã trải qua đợt giải tỏa mặt bằng lớn khi các khu ổ chuột bị phá hủy và xây dựng lại vào những năm 1950, sau đó trở thành khu vực nhà ở cho Hội đồng. Nhà ở Hội đồng tiếp tục được xây dựng ở rìa phía nam của Canongate trong những năm 1960 và 70 ở một khu vực thường được gọi là Dumbiedykes. Từ năm 1990 đến 2010, kế hoạch xây dựng những nhà ở mới khắp Canongate. Các tòa nhà được xây dựng có quy mô cao hơn nhiều so với các tòa nhà truyền thống, khiến dân cư trong khu vực tăng lên nhanh chóng.
Cuộc điều tra năm 1792 cho thấy dân ở Canongate là khoảng 30.000 người, sau đó đã giảm đi chỉ còn khoảng 4.000 người, và ngày nay là khoảng 20.000 người.

## Sự kiện lớn
- Năm 1824, đại hỏa hoạn Edinburgh đã phá hủy hầu hết các tòa nhà phía nam của High Street, giữa nhà thờ Thánh Giles và Tron Kirk.
- Tại Lễ hội Edinburgh, High Street và Quảng trường Hunter là tâm điểm diễn ra những tiết mục nghệ thuật biểu diễn. Và đây cũng chính là lễ hội nghệ thuật biểu diễn lớn nhất thế giới.
- Ngày 7 tháng 12 năm 2012, một đám cháy đã phá hủy khu vực nhỏ nhưng dày đặc các tòa nhà cổ trên đường Cowgate và South Bridge. Câu lạc bộ nổi tiếng Gilded Balloon, một địa điểm diễn ra các tiết mục nghệ thuật biểu diễn của Lễ hội Edinburgh cùng phần lớn Khoa Tin của Đại học Edinburgh, bao gồm cả toàn bộ thư viện trí tuệ nhân tạo cũng bị phá hủy.[2] Các công trình sau đó được tái thiết từ năm 2013-14 với tòa nhà mới duy nhất, được sử dụng chủ yếu như là khách sạn.

## Đề xuất phát triển
Dự án phát triển lớn nhằm tái thiết các tòa nhà ở phía bắc Caltongate. Đề án xây dựng kết hợp của khu dân cư, khách sạn, chuỗi cửa hàng bán lẻ và văn phòng tại địa điểm cũ của trạm xe bus cũ của SMT tại New Street, xây dựng các cung đường của Jeffrey Street, tái xây dựng các khu lân cận và hình thành một con đường đi bộ từ Royal Mile tới Calton Hill. Đề xuất sau đó đã bị chỉ trích bởi một số nhà phê bình, bao gồm cả Alexander McCall Smith và Sheila Gilmore, những người coi việc thiết kế hiện đại không phù hợp với phong cách kiến trúc cũ hiện có của Old Town, không phù hợp khi phá hủy tính toàn vẹn một Di sản thế giới của UNESCO. Đề án phát triển Caltongate cũng đã bị phản biện của Hiệp hội Cockburn, một trong những tổ chức bảo tồn kiến trúc và quy hoạch đô thị có lịch sử lâu đời nhất trên thế giới và cả Hiệp hội Di sản Kiến trúc Scotland. Các nhà phát triển lại cho rằng, dự án sẽ biến khu vực trở thành một nơi sôi động và thú vị hơn. Kế hoạch sau đó được phê duyệt bởi Hội đồng thành phố Edinburgh vào tháng 1 năm 2014, và việc xây dựng được tiến hành bắt đầu vào mùa hè cùng năm.